# Chloe Alper
Chloë Alper es una cantante-compositora y multinstrumentista británica. Empezó su carrera en la música en 1996 con el grupo punk Periods Pains, era la cantante y bajista en el grupo de rock británico Pure Reason Revolution y actualmente está como la mitad del dúo de rock británico Tiny Giany. Su lanzamiento en solitario, Juno, aparece en la banda sonora original de la película de 2013 Maniac.

## Biografía

### Period Pains
Nacida el 13 de septiembre de 1981, a los 13 años de edad, Alper lideraba la banda punk Period Pains, basada en Reading. La banda se formó en 1995 con Alper como volcalista, Felicity Aldridge en la guitarra, Laura Warwick en el bajo y Laura Viney en la batería. Viney fue más tarde reemplazada por Magdalena (Magda) Przybylski.
Su canción de 1997 anti-Spice Girls, "Spice Girls (Who Do YOU Think You Are?)", fue lanzada por Damaged Goods. El disco recibió airplay de John Peel, de quién ellas más tarde grabaron una sesión que luego fue lanzada como EP. La banda fue destacada por John Peel en su Festive 50 para 1997. La banda cubrió publicaciones para The Daily Mail y Just 17 pero solo tocaron unos pocos conciertos en vivo, notablemente habiendo en la carpa de Dr Martnes para el Festival de Reading en 1997.

### Pure Reason Revolution

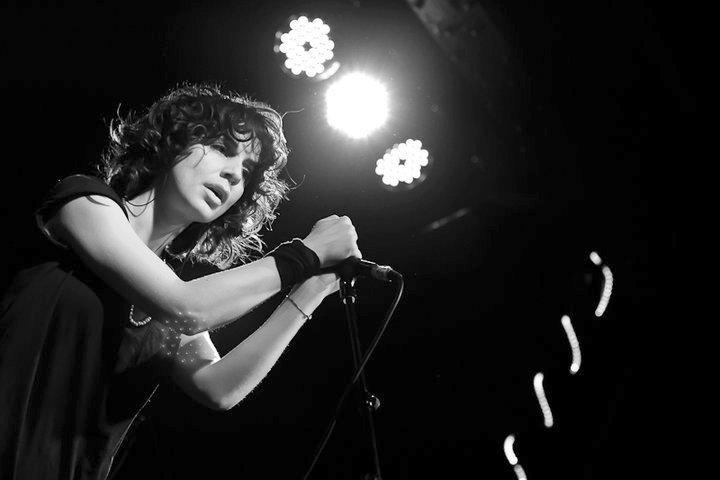
Alper actuando con Pure Reason Revolution

Alper entonces se unió a la banda basada en Reading The Sunset Sound, la cual se convirtió en Pure Reason Revolution, contribuyendo a los vocales, tocando el bajo más tarde después de que el bajista previo abandonase. Alper también toca el teclado, incluyendo una pequeña muestra durante las actuaciones en vivo. En los conciertos de 2010 y 2011 tocó una guitarra Epiphone SG en algunas canciones.
La banda firmó con la discográfica de Alan McGee, Poptones para un lanzamiento de "Apprentice of the Universe", el cual alcanzó el número 12 en las listas indies. Firmaron con SonyBMG en otoño de 2004, y al año siguiente Pure Reason Revolution lanzó dos singles y un miniálbum, seguido de su debut The Dark Third en 2006, con el productor Paul Northfield. Durante esta época, PRR apoyó a Mew, Hope of the States, Porcupine Tree, Secret Machines y Oceansize, así como realizando sus propias actuaciones, y grabando las sesiones para el show de Mark Radcliffe en BBC Radio 2 y para la XFM.
El segundo álbum de la banda Amor Vincit Omnia se lanzó en marzo de 2009 en Superball Music, y fue acompañado por una extensa gira de conciertos por Gran Bretaña y Europa. La banda fueron canción del mes en Kerrang! Radio y canción del día en la revista Classic Rock. La música nueva era más oscura y más electrónica que anteriormente, cualidades que fueron conservadas en su tercer álbum de estudio en 2010, Hammer and Anvil, también lanzado por Superball. Hammer and Anvil abre con una canción cantada exclusivamente por Alper, "Fight Fire", la cual fue emitida en XFM y en otras emisoras de radio.
Pure Reason Revolution rompieron en buenos términos en noviembre de 2011, cuando sus miembros eligieron perseguir otros proyectos. Tocaron el tercer álbum Dark Third por primera vez en una serie final de conciertos en el Reino Unido. Un EP final titulado Valour se lanzó sólo para descarga a la vez que la noticia de la ruptura, los beneficios serían donados a caridad.

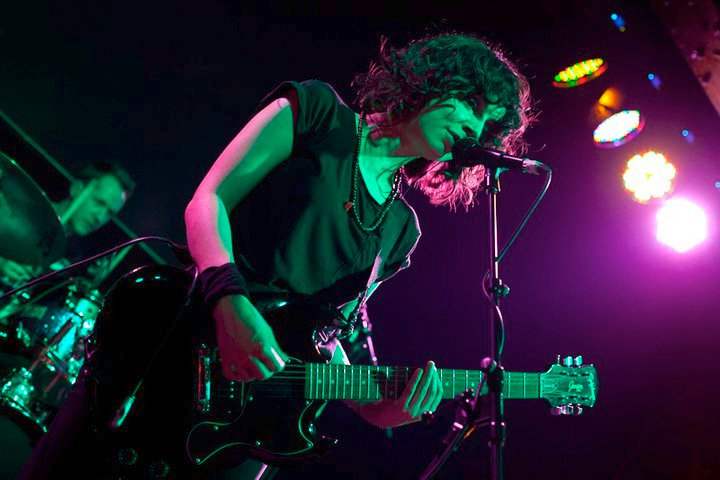
Alper en 2010

### Lanzamientos en solitario
En 2013, Alper comenzó a trabajar en un proyecto en solitario para el cual ella grabó canciones en colaboración con Tom Bellamy (de The Cooper Temple Clause y Losers), quien trabajó en el álbum final de Pure Reason Revolution, Hammer and Anvil) y Robin Coudert (de Phoenix). "Juno", escrita por Alper and Coudert, aparece en la banda sonora de la película de 2013 Maniac.

### Tiny Giant
En 2015, Alper anunció que había formado una nueva banda, Tiny Giant, con su cocompositor, el multinstrumentista nominado al Grammy Nat Collis. Su primer single, Joely, fue lanzado el 9 de mayo de 2016 y ganó la nominación para el premio Limelight (Nueva Banda) en los Premios de música progresiva Eon Music. Una canción, "Playhouse Presents", formó parte de la banda sonora  de la serie de Vanity Fair para Sky Arts

## Artista
Alper es también diseñadora y artista. Diseñó la cubierta para el sencillo de Pure Reason Revolution, titulado "Victorious Cupid" que fue distribuido en las giras de 2006 y 2007 para acomodar la descarga gratuita de Myspace, la cual se ha convertido desde entonces en un objeto de coleccionista. Ella también ha diseñado la cubierta para el EP oficial "Victorious Cupid" lanzado por ORG records en 2008. Recientemente, diseñó el arte para el batería de Porcupine Tree Gavin Harrison en una colaboración en 2007 con 05Ric, Drop. Alper también diseñó el arte del álbum para Pure Reason Revolution en 2009, Amor Vincit Omnia. Contenía un librito de 16 páginas en el cual aparecían 12 de sus piezas. Algunas de estas impresiones de edición limitada estuvieron disponibles en su página web a principios de 2009.

## DJ
Alper a menudo actúa bajo el seudónimo 'Chloe Ramone'.